# Phyllachora
Phyllachora Nitschke ex Fuckel – rodzaj grzybów z klasy Sordariomycetes. Grzyby mikroskopijne, patogeny roślin.

## Charakterystyka
Do rodzaju Phyllachora należą bardzo liczne gatunki. Joanna Marcinkowska w 2012 r. podaje ich liczbę 944, ale liczba ta zmienia się w wyniku prac mykologów porządkujących taksonomię i ustalających pokrewieństwo gatunków.
Przedstawiciele rodzaju są szeroko na świecie rozprzestrzenione i występują we wszystkich strefach klimatycznych. Grzyby mikroskopijne, pasożyty roślin. Żyją na liściach wielu gatunków roślin z rodzin wiechlinowatych (Poaceae), bobowatych (Fabaceae), trojeściowatych (Asclepiadaceae), krasnodrzewowatych (Erythroxylaceae). Phyllachora graminis na licznych gatunkach traw wywołuje chorobę o nazwie czarna plamistość liści traw.

## Systematyka i nazewnictwo
Pozycja w klasyfikacji według Index Fungorum: Phyllachoraceae, Phyllachorales, Sordariomycetidae, Sordariomycetes, Pezizomycotina, Ascomycota, Fungi.
Synonimy: Catacauma Theiss. & Syd. 1914, Clypeostigma Höhn. 1919, Clypeotrabutia Seaver & Chardón 1926, Discomycopsella Henn. 1902, Endodothella Theiss. & Syd. 1915, Endophyllachora Rehm 1913, Endotrabutia Chardón 1930, Halstedia F. Stevens 1920, Metachora Syd., P. Syd. & E.J. Butler 1911, Phaeotrabutia Garcés 1941), Phaeotrabutiella Theiss. & Syd. 1915, Phragmocarpella Theiss. & Syd. 1915, Phragmocauma Theiss. & Syd. 1915, Placostroma Theiss. & Syd. 1914, Pseudomelasmia Henn. 1902, Puiggarina Speg. 1918, Rheumatopeltis F. Stevens 1927, Sirentyloma Henn. 1895, Telemeniella Bat. 1955, Tolediella Viégas 1943, Trabutiella Theiss. & Syd.

## Niektóre gatunki występujące w Polsce
- Phyllachora graminis (Pers.) Fuckel 1870[2]
- Phyllachora heraclei (Fr.) Fuckel 1870[4]
- Phyllachora junci (Alb. & Schwein.) Fuckel 1870[4]
- Phyllachora pteridis (Rebent.) Fuckel 1870[5]
- Phyllachora punctiformis (Fuckel) Fuckel 1870[4]
- Phyllachora sylvatica Sacc. & Speg. 1878[4]
- Phyllachora therophila (Desm.) Arx & E. Müll. 1954[4]